# Elaeodendron paniculatum
Elaeodendron paniculatum är en benvedsväxtart som beskrevs av Wight och Arn. Elaeodendron paniculatum ingår i släktet Elaeodendron och familjen Celastraceae. Inga underarter finns listade.